# Драгомир Драганов (политик)
Вижте пояснителната страница за други личности с името Драгомир Драганов.
Драгомир Дамянов Драганов е български политик и икономист от СДС. Народен представител от коалиция „ГЕРБ – СДС“ в XLVIII народно събрание. Работи като мениджър и предприемач в частния бизнес, с дългогодишен опит в областта на текстилната индустрия, хотелиерството и ресторантьорството, зали за спорт и здраве. Бил е президент на ФК „Бенковски“ (Бяла) и ФК „Филип Тотю“ (Две могили), както и член на управителен съвет на ФК „Дунав“ (Русе).

## Биография
Драгомир Драганов е роден на 22 август 1958 г. в град Бяла (Русенско), Народна република България. Завършва специалност „Управление на промишлеността“ в Икономическия университет във Варна.
През 1990 г. става член е на СДС, през 2006 г. става член на НИС на партията, а през 2015 г. става председател на СДС в област Русе. Бил е заместник-кмет и изпълняващ длъжността кмет на община Бяла (Русенско) в периода от 1990 до 1995 г. От 2003 до 2007 г. е общински съветник в община Две могили, а от 2007 до 2011 г. е кмет на общината. През 2019 г. е избран отново за общински съветник в община Две могили.